# Plac Graben

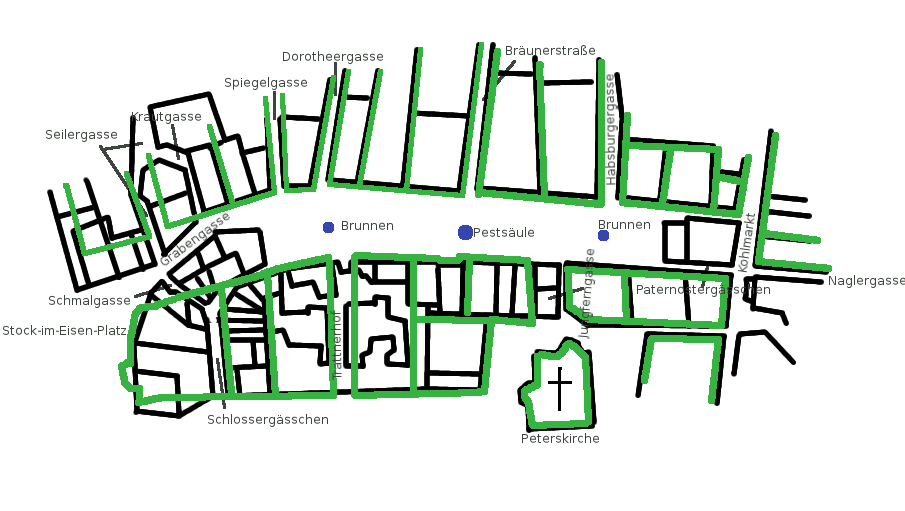
Mapka z wyglądem placu

Plac Graben – plac w kształcie wydłużonego prostokąta, jedno z najważniejszych miejsc w Wiedniu. Jego nazwa pochodzi od wykopu, znajdującego się w połowie drogi między świecką częścią miasta, którą reprezentował Hofburg, a częścią o zabudowie sakralnej, reprezentowaną przez katedrę św. Szczepana. Na obu krańcach placu znajdują się fontanny: na jednym Fontanna Józefa, na drugim Fontanna Leopolda; niemalże pośrodku stoi zaś Kolumna Morowa.